# Brevoortia gunteri
Brevoortia gunteri és una espècie de peix pertanyent a la família dels clupeids.

## Descripció
- Pot arribar a fer 30 cm de llargària màxima.
- Escates petites i nombroses.[4][5]

## Reproducció
Té lloc durant l'hivern i, possiblement també, la primavera.

## Alimentació
Menja plàncton.

## Hàbitat
És un peix marí i d'aigua salabrosa, pelàgic-nerític i de clima subtropical (30°N-17°N, 99°W-88°W) que viu entre 0-50 m de fondària.

## Distribució geogràfica
Es troba a l'Atlàntic occidental central: el golf de Mèxic i la península de Yucatán.

## Observacions
És inofensiu per als humans.